# Bella ciao
Bella ciao ist ein Lied, das in der Version der italienischen Partisanen im Zweiten Weltkrieg bekannt wurde. Es entwickelte sich zu einer der Hymnen der antifaschistischen, anarchistischen, kommunistischen und sozialdemokratischen Bewegungen.

## Geschichte
Nach den Untersuchungen des italienischen Musikhistorikers Carlo Pestelli hat das Lied eine weit in die Vergangenheit zurückreichende Geschichte. Bis zum 19. Jahrhundert war es danach zunächst ein Lied über den Liebeskummer einer Frau wegen einer Nebenbuhlerin. Die Melodie des Liedes Bella ciao in der Mondine-Version wurde bereits Anfang des 20. Jahrhunderts von den Reispflückerinnen der ehemaligen italienischen Provinz Terre d’Acqua in der Nähe der Stadt Bologna gesungen. Es beklagt die harten Arbeitsbedingungen unter der stechenden Sonne. Bereits die erstmals 1906 dokumentierte Fassung trägt die Züge eines Protestliedes gegen den Chef, der „mit einem Stock in der Hand“ die Arbeit überwacht, das Leben der Frauen „aufzehrt“ und obendrein wenig zahlt. Doch eines Tages, so hofft die Erzählerin, werden die Frauen „in Freiheit“ arbeiten.
Weltweit bekannt wurde das Lied in seiner Adaption durch die Resistenza, die italienische Widerstandsbewegung gegen den Faschismus während des Zweiten Weltkrieges. Der Text, dessen Autor unbekannt ist, lobt den Freiheitskampf der Partisanen und gedenkt ihrer Toten, die als Helden betrachtet werden. Das Lied gehört in linken Kreisen zu den bekanntesten Kampfliedern und wird noch heute von ihnen dem faschistischen Kampflied Faccetta nera entgegengesetzt. Wie viele Lieder der Arbeiterbewegung wurde es in zahlreiche Sprachen übersetzt.
Das Lied wurde 1964 auf dem Festival von Spoleto aufgeführt und erreichte dadurch einen neuen Popularitätsschub. Zugleich gab es den Ausschlag zu einer Neuorientierung der folkloristischen Musik Italiens. Im Jahr 2015 bildete sich in Anlehnung an das Festival ein Projekt, das 2021 das Album A Sud di Bella Ciao herausgab.

## Text
Der folgende Text ist die italienische Version, die auch mit verändertem Text gesungen wird (dieser ist in Klammern angegeben). Dieser Text ist nach Angabe der GEMA gemeinfrei. Die deutsche Version ist nicht die Originalübersetzung, sondern eine textnahe Variante.
Italienischer Text

Una mattina mi son svegliato,

(Stamattina mi sono alzato)

o bella, ciao! bella, ciao! bella, ciao, ciao, ciao!

Una mattina mi son svegliato,

e ho trovato l’invasor.

O partigiano, portami via,

o bella, ciao! bella, ciao! bella, ciao, ciao, ciao!

O partigiano, portami via,

ché mi sento di morir.

E se io muoio da partigiano,

(E se io muoio su la montagna)

o bella, ciao! bella, ciao! bella, ciao, ciao, ciao!

E se io muoio da partigiano,

(E se io muoio su la montagna)

tu mi devi seppellir.

E seppellire lassù in montagna,

(E tu mi devi seppellire)

o bella, ciao! bella, ciao! bella, ciao, ciao, ciao!

E seppellire lassù in montagna,

(E tu mi devi seppellire)

sotto l’ombra di un bel fior.

Tutte le genti che passeranno,

(E tutti quelli che passeranno)

o bella, ciao! bella, ciao! bella, ciao, ciao, ciao!

Tutte le genti che passeranno,

(E tutti quelli che passeranno)

Mi diranno «Che bel fior!»

(E poi diranno «Che bel fior!»)

«È questo il fiore del partigiano»,

(E questo è il fiore del partigiano)

o bella, ciao! bella, ciao! bella, ciao, ciao, ciao!

«È questo il fiore del partigiano,

(E questo è il fiore del partigiano)

morto per la libertà!»
Deutsche Übersetzung

Eines Morgens erwachte ich

(An diesem Morgen bin ich aufgestanden)

O Schöne, tschau, Schöne, tschau, Schöne, tschau, tschau, tschau!

Eines Morgens erwachte ich

und fand den Eindringling vor.

O Partisan, bring mich fort

O Schöne, tschau, Schöne, tschau, Schöne, tschau, tschau, tschau!

O Partisan, bring mich fort

Denn ich fühle, dass ich bald sterben werde

Und falls ich als Partisan sterbe

(Und falls ich in den Bergen sterbe)

O Schöne, tschau, Schöne, tschau, Schöne, tschau, tschau, tschau!

Und falls ich als Partisan sterbe

(Und falls ich in den Bergen sterbe)

Dann musst du mich begraben

Begrabe mich dort oben auf dem Berge

(Und du musst mich begraben)

O Schöne, tschau, Schöne, tschau, Schöne, tschau, tschau, tschau!

Begrabe mich dort oben auf dem Berge

(Und du musst mich begraben)

Unter dem Schatten einer schönen Blume

Und die Leute, die daran vorbeigehen

(Und alle jene, die daran vorbeigehen)

O Schöne, tschau, Schöne, tschau, Schöne, tschau, tschau, tschau!

Und die Leute, die daran vorbeigehen

(Und alle jene, die daran vorbeigehen)

Werden mir sagen: „Welch schöne Blume!“

(Und sie werden dann sagen: „Welch schöne Blume!“)

Dies ist die Blume des Partisanen

(Und dies ist die Blume des Partisanen)

O Schöne, tschau, Schöne, tschau, Schöne, tschau, tschau, tschau!

Dies ist die Blume des Partisanen

(Und dies ist die Blume des Partisanen)

Der für die Freiheit starb

## Melodie und Takt
Das Lied ist im 4/4-Takt geschrieben.

## Rezeption
Der italienische Autor und Filmemacher Dario Fo sang das Lied 2013 bei der Beerdigung seiner Frau Franca Rame. Im Jahr 2016 wurde das Lied dann bei Fos eigener Beerdigungsfeier gespielt.
Am 20. Mai 2020 erklang das Lied in der türkischen Stadt Izmir aus mehreren Moscheelautsprechern anstelle des Rufes zum Gebet. Die Hacker-Aktion verbreitete sich in den sozialen Medien. Die Behörden ermittelten wegen „Verunglimpfung religiöser Werte“. Der Sprecher der Regierungspartei AKP sprach von einer „abscheulichen Tat“.
Die arabische Version der Gruppe Sibna wurde auch aufgrund der Fernsehserie Haus des Geldes zu einem Symbollied der korruptions- und regierungskritischen Protestbewegung im Libanon.
Aktualität erfuhr das Lied im Jahr 2022 durch den russischen Überfall auf die Ukraine. Die ukrainische Musikerin Chrystyna Solowij spielte eine ukrainische, auf die Situation des Landes bezugnehmende Version ein, die im Internet und darüber hinaus Verbreitung fand.
Im Zuge des Todes von Jina Mahsa Amini am 16. September 2022 ist eine iranische Version des Liedes entstanden.
Am 9. Oktober 2024 sangen linke Abgeordnete des Europaparlaments Bella ciao als Protest gegen eine Rede des autoritär herrschenden ungarischen Ministerpräsidenten Viktor Orbán.

### Filmografie (Auswahl)
Bella ciao war in diversen Filmen und Serien zu hören und ist auf deren Soundtracks enthalten. Teilweise wurde das Stück dafür neu interpretiert.
- 2003: Herr Lehmann, gesungen von Anita Lane
- 2010: 22 Bullets, inszeniert von Richard Berry, gesungen von einem Häftling[15]
- 2015: A bigger splash, gesungen von Elena Bucci, während sie den Toilettenboden wischt.[16]
- 2016: Die Kinder der Villa Emma, nach der Szene, als bekannt wird, dass Mussolini gestürzt ist, feiern und tanzen Menschen im Freien und singen das Lied.
- 2017: Haus des Geldes, kreiert von Álex Pina, mehrmals gesungen von den Protagonisten El Profesor und Berlin
- 2020: Doch das Böse gibt es nicht, Regie: Mohammad Rasulof. Das Lied wird am Ende der zweiten Filmepisode eingesetzt, mit Anlehnungen zu der Verwendung des Liedes als Protesthymne im Zusammenhang mit der Grünen Protestbewegung im Iran.

### Coverversionen
Neben dem italienischen Original existieren zahlreiche Interpretationen in verschiedenen Sprachen, mit dabei sind Übersetzungen ins Arabische, Bosnische, Chinesische und Spanische. Deutschsprachig gibt es neben der bekannten Übersetzung von Horst Berner – u. a. verbreitet von Hannes Wader – eine weitere von Diether Dehm, die von der Musikgruppe Zupfgeigenhansel gesungen wurde und die nicht den „Heldentod“ als Partisan glorifiziert. Viele weitere Interpreten haben das Lied in verschiedenen Varianten gecovert, so zum Beispiel Chumbawamba, La Fanfarria del Capitan, Split Image, Microphone Mafia, Talco, Heiter bis Wolkig, Commandantes, Emscherkurve 77 und Klüngelköpp. 2015 sang es Dominik Plangger zusammen mit seiner Frau Claudia Fenzl (Geige). 2018 sang Tom Waits eine Version des Liedes auf Marc Ribots Album Songs of Resistance 1942–2018. David Julian Kirchner veröffentlichte 2022 eine neue Interpretation neben weiteren Arbeiterliedern auf seinem Album Ig Pop.
Seit 2012 gibt es auch eine Version für den Klimaschutz: Do it now – Sing for the climate. 2012 wurde diese Version in Belgien in 180 Städten von zusammen über 380.000 Personen  gesungen, daraus wurde ein gemeinsamer Videoclip produziert (Text: Nic Balthazar und Stef Kamil Carlens, arrangiert von Diana Porter 2015).

### Sommerhit 2018
Aufgrund der schlagartigen Popularität des Liedes im Jahr 2018 durch die spanische Fernsehserie Haus des Geldes wurde eine Vielzahl an neuen Coverversionen veröffentlicht, die auch den Sprung in die Single-Charts verschiedener Länder schafften. Auch hier fielen die Ausführungen sehr unterschiedlich aus. Das Original-Sample, das aus der Serie stammt und von El Profesor und Berlin interpretiert wird, ist Teil eines Remixes des Marseiller DJs und Produzenten Florent Hugel, der sich unter anderem in Deutschland, Belgien und Frankreich in den Charts platzierte und von GfK Entertainment zum „offiziellen“ Sommerhit 2018 erklärt wurde. In Deutschland konnten zudem eine Deutschrap-Version der drei Rapper Juri, Sun Diego und Scenzah sowie eine Pop-Version von Mike Singer Erfolg verbuchen. Die neben dem Hugel-Remix erfolgreichste Bella-ciao-Variante, die im Zuge des Haus-des-Geldes-Hypes erschien, steuerten die französischen Musiker Naestro, Maître Gims, Vitaa, Dadju und Slimane bei. Gemeinsam erreichten sie Platz zwei der französischen Singlecharts und konnten sich auch in den Schweizer und den wallonischen Charts platzieren. Eine Rap-Version von Rémy erreichte ebenfalls eine Chartplatzierung in Frankreich.